# Rinske Zeinstra
Rinske Zeinstra (Warga, 23 december 1947 – Leeuwarden, 21 februari 2006) was een Nederlands kortebaanrijdster. 
In 1968 werd zij zowel Fries als Nederlands kampioene op de kortebaan. Op het NK Kortebaan won ze eenmaal een gouden en viermaal een zilveren medaille. 
Rinske Zeinstra werd Nederlands Kampioene Kortebaan op 7 maart 1968. In de jaren daarna zou ze tweede worden, in 1966 en 1970 achter Grietje Oosterhof, in 1969 en 1976 (Heerenveen)  achter Atsje Keulen-Deelstra en in 1972 achter Truus Dijkstra.
In 1968 werd zij 10e bij het NK Allround in Heerenveen.
Rinske Zeinstra woonde haar hele leven in Warga, en was tevens actief in de korfbalsport. Na een ernstige ziekte overleed zij 58 jaar oud in Leeuwarden.

## Uitslagen
| Jaar | Tijd   | Kampioenschap | Plaats     |
| ---- | ------ | ------------- | ---------- |
| 1966 | Zilver | NK Kortebaan  | Dokkum     |
| 1968 | Goud   | NK Kortebaan  | Heerenveen |
|      | 10e    | NK Allround   | Heerenveen |
| 1969 | Zilver | NK Kortebaan  | Heerenveen |
| 1970 | Zilver | NK Kortebaan  | Heerenveen |
| 1972 | Zilver | NK Kortebaan  | Heerenveen |
| 1976 | Zilver | NK Kortebaan  | Heerenveen |